# Rabbi Akiva
Akiva ben Joseph, semplicemente noto come Rabbi Achivà (in ebraico רבי עקיבא‎?; 40 – Tiberiade, 137), è stato un rabbino e teologo ebreo antico tanna, martirizzato e ucciso dai Romani.
Grande autorità della tradizione ebraica ed uno dei principali contributori all'Halakha, alla Mishnah e ai midrashim. Viene citato nel Talmud come Rosh la-Chakhamim ("Capo di tutti i Saggi") ed è considerato come uno dei primi fondatori dell'ebraismo rabbinico. È il settimo Saggio più citato della Mishnah.

## Martirio
Il Talmud narra che i Romani, con l'intento di eliminare la pratica dell'ebraismo e gli ebrei, proibirono ai loro maestri d'insegnare la Tōrāh. Nonostante questa proibizione, punibile con la morte, Rabbi Akiva rifiutò di ottemperare al decreto e fu imprigionato e condannato a morte. 
Siamo ai tempi dell'imperatore Adriano, che scatenò contro il popolo ebraico "la più accanita repressione anti-ebraica di tutta la storia romana" ai tempi della Rivoluzione di Bar Kokhebah, che Rabbi Akiva aveva definito "guerra messianica"; e di questa guerra Rabbi Akiva stesso sarebbe diventato un martire. Le sue ultime parole furono un grido: "Unico Dio יהוה".

## Allievi
Rabbanim suoi allievi furono:
- Meir Baal HaNess
- Yehudah
- Yosseh
- Shimon bar Yohaï
- Eleazar ben Shammua
- Yochannan Hasandler
- Eliezer ben Yaakov

## Una "storia"
La Torah orale racconta che Rabbi Akiva ebbe un asino, un gallo, un lume e delle pergamene di studio: arrivò il vento e spense il lume, una fiera "si prese l'asino" ed il gallo scappò; egli rimase nello stesso posto poiché effettivamente impossibilitato per l'accaduto. Presto venne a conoscenza di un episodio accaduto dove egli sarebbe voluto andare: dei banditi posero assedio e fecero razzia. Egli ebbe fede e riconobbe la provvidenza divina, anche "individuale".